# Troy Aikman
Troy Kenneth Aikman, upokojeni ameriški igralec ameriškega nogometa, * 21. november 1966, West Covina, Kalifornija, ZDA.
Aikman je v ligi NFL igral med letoma 1989 in 2000. 6x je igral na Pro Bowlu, 3x je bil imenovan na postavo All-Pro, ima pa tudi tri šampionske prstane. Od leta 2006 je član Hrama Slavnih poklicnega ameriškega nogometa, od leta 2008 pa še univerzitetne različice tovrstnega Hrama Slavnih.
Trenutno je zaposlen pri televizijski družbi Fox Sports kot strokovni komentator. Je tudi delni lastnik bejzbolskega kluba San Diego Padres.

## Šolanje
Hodil je na Srednjo šolo Henryetta, Univerzo v Oklahomi in Univerzo v Kaliforniji.